# 1325 pr. n. št.
1353 pr. n. št. je bilo leto predjulijanskega rimskega koledarja.
Oznaka 1325 pr. Kr. oz. 1325 AC (Ante Christum, »pred Kristusom«), zdaj posodobljena v 1325 pr. n. št., se uporablja od srednjega veka, ko se je uveljavilo številčenje po sistemu Anno Domini.

## Smrti
- Dzu Džja, 25. ali 26. kralj kitajske dinastije Šang (* 13. stoletje)